# Убийство Ивонн Флетчер
Ивонн Джойс Флетчер (англ. Yvonne Joyce Fletcher; 15 июня 1958 — 17 апреля 1984) — британский офицер полиции, застреленная на дежурстве во время демонстрации у здания ливийской дипмиссии в Лондоне, в 1984 году. За её смертью последуют осада посольства полицией Лондона в течение одиннадцати дней и разрыв всех дипломатических отношений Великобритании с Ливией. Двумя годами позже это убийство станет главной причиной, по которой премьер-министр Великобритании Маргарет Тэтчер разрешит президенту США Рональду Рейгану начать бомбардировки Ливии с американских баз в Великобритании.
Никто так и не был осуждён за это преступление, но через пятнадцать лет после происшествия, в 1999 году, правительство Муаммара Каддафи признало свою ответственность за смерть Флетчер и согласилось выплатить компенсацию её семье. В 2011 году выяснилось, что к убийству причастны три человека, занимавших различные должности в политическом отделе ливийского посольства: Абдулкадир аль-Багдади, Матук Мохаммед Матук и Абдулмажид Салах Амери. 

## Протест
Флетчер, принятая на службу в лондонскую полицию в 1977 году, была в составе отряда из 30 полицейских, отправленных на площадь Сент-Джеймс для контроля за правопорядком, во время демонстрации ливийских диссидентов против режима полковника Муаммара Каддафи. Среди полицейских также был её жених.
Демонстрация была организована Национальным Фронтом Спасения Ливии в ответ на казнь двух студентов, критиковавших Каддафи. С февраля 1984 в ливийском посольстве, также известном как Ливийское Народное Бюро, работали «революционные комитеты», состоящие из студентов лояльных к Каддафи и взявших контроль над дипмиссией с молчаливого согласия ливийского правительства. Они не были профессиональными дипломатами. Сторонники Каддафи предупредили полицию о своём намерении также провести свою демонстрацию.
В запланированный день порядка 75 протестующих прибыли на автобусе из северной Англии. Демонстрация началась мирно, так как полиция успешно отделила барьерами две стороны улицы. Обе группы кричали друг на друга и махали баннерами и плакатами. В Народном Бюро была включена громкая музыка, в очевидной попытке заглушить шум протестующих.

## Стрельба
В 10:18 без предупреждения был открыт огонь из автоматического оружия по группе протестующих противников Каддафи. Пули задели одиннадцать человек, в том числе безоружную Флетчер, получившую смертельное ранение в живот. Жених находился рядом с раненной до прибытия помощи. Флетчер была доставлена в Вестминстерский госпиталь, где она скончалась от полученных ранений менее чем через час. Ливийское радио сообщило, что посольство подверглось атаке и сотрудники дипмиссии открыли ответный огонь, защищая себя от террористов.
Шапка Флетчер и четыре шлема других офицеров остались лежать на земле в течение продолжающейся осады посольства.
В последующие дни фотографии с ними часто были использованы британскими медиа.
Официальное расследование смерти Флетчер постановило, что она была убита выстрелами из пистолета-пулемета Стерлинг с первого этажа посольства.

## Осада
После того как был открыт огонь, в течение одиннадцати дней посольство было окружено вооружёнными полицейскими, в одной из самых долгих осад в лондонской истории. Каддафи утверждал, что посольство было атаковано британскими войсками, ливийские солдаты окружили британское посольство в Триполи в ответ.
В конечном счёте британское правительство урегулировало инцидент, разрешив сотрудникам дипмиссии покинуть посольство и выдворив их из страны. Революционный Комитет захватил в Ливии шесть подданных Великобритании и удерживал их как политических заложников после стрельбы в Лондоне. Они были освобождены после девяти месяцев ареста 5 февраля 1985 года, через четыре дня после открытия памятника в память о Флетчер на площади Сент-Джеймс.

### Фото
- BBC News footage of the family reaction
- BBC footage of the funeral